# Castillo de Milany

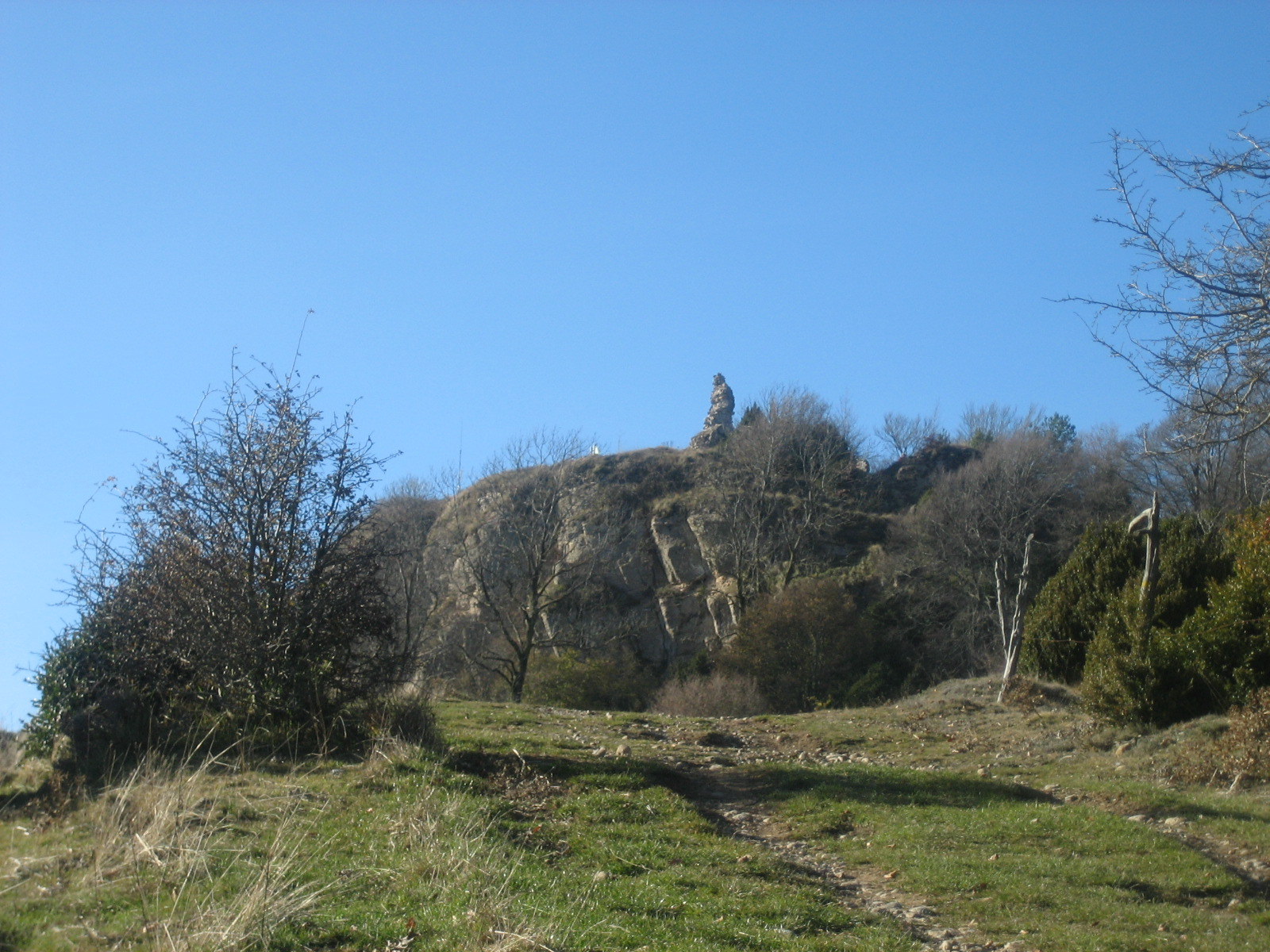
Ruinas del castillo de Milany

El castillo de Milany se encuentra en ruinas. Sus restos se encuentran sobre una roca a 1533 m de altura, en el punto culminante de la sierra de Milany, en el entramado de serranías que forman parte de la cordillera Transversal, entre el Pirineo y el Mediterráneo, en el nordeste de la región, en la comarca del Ripollés. Su altitud le permite dominar todas las sierras que rodean Milany, la sierra de Santa Magdalena, al este, con la que conecta a través del Puig de l'Obiol; la sierra de Puig Estela, al norte, al otro lado del valle de Vallfogona; las sierras de Bellmunt  y Curull, al sur, y el valle del Ter, al oeste.
Todo el paisaje que rodea el castillo es muy agreste y está cubierto de bosques de hayas y robles. La altitud permite el pastoreo en los prados altos, y en las cercanías, salvo Vallfogona, que se halla a 928 m en el profundo valle de la riera de su nombre, solo hay casas rurales, como la de Milany, en la falda sur del castillo.

## Historia
Del castillo solo quedan los restos de un torreón sobre una roca de conglomerado redondeada de unos diez metros de altura. La documentación sobre el castillo se encuentra en el cercano monasterio de San Juan de las Abadesas. La primera vez que se menciona el lugar es hacia el año 918, en que se habla de la sierra de Melanno y en 962 cuando se cita el castro Melango en la cesión de una propiedad. Los primeros señores del castillo fueron los condes de Besalú, cuando, en 1020, en el testamento del conde Bernat Tallaferro (Bernat I de Besalú) menciona el castell de Melanno que ha de heredar su hijo Guillem (Guillermo I de Besalú). En 1054, los señores eran Bernat Isarn y su mujer Amaltrudis, padres de Udalard y Guillermo. Udalardo se hace cargo del castillo hasta 1066. Le siguen Bertran Ponç de Milany en 1092, Udalard II en 1123 y Pere Udalard que, siendo muy pequeño, queda bajo la tutela de su tío materno Guillem Ramon de Montcada, el Gran Senescal, que presta fidelidad por éste y otros castillos a Ramón Berenguer III, conde de Barcelona en 1127.
Durante un tiempo, el castillo va cambiando de manos, hasta que Hug de Serrallonga le vende los derechos a los vizcondes de Bas. En 1280, Sibila de Ampurias vende los derechsos sobre el castillo, junto con Vallfogona y las parroquias de Llaés y Puigmal a Dalmau de Palol, pariente suyo, que en 1295 reconstruye el castillo.
En 1335, el castillo vuelve a los Milany por la recompra hecha por Raimon de Milany. En 1358, el castillo pertenece a Pere de Milany. Por esa época, es abandonado y sus señores pasan a vivir en Vallfogona. Durante la Guerra Civil Catalana, el señor era Francesc Calcerán de Pinós. En 1673, el castellano del castillo es Jaime Fernández de Híjar, pero ya era una ruina.
Las tierras pertenecientes al castillo abarcaban los términos de Vallfogona, al norte, y Vidrá, al sur, más una parte de las tierras del pequeño castillo de Llaers.